# Секаш (Арад)
Секаш (рум. Secaș) насеље је у Румунији у округу Арад у општини Бразиј. Oпштина се налази на надморској висини од 236 m.

## Историја
Аустријски царски ревизор Ерлер је 1774. године констатовао да је "Секаш" место у Барачком округу, Липовског дистрикта. Становништво је претежно влашко. Када је 1797. године извршен попис православног клира, у месту је православни парох поп Петар Поповић (рукоп. 1777) који зачудо зна само румунски језик.
Године 1846. Секаш је село са 530 становника. Православна црква је посвећена Силаску Св. Духа, а све матрикуле се воде од 1799. године. Парох секашки је поп Стефан Поповић, а учитељ Вићентије Коци просвећује само шест ученика.
Спахија секашки био је 1814. године Арон "от Папхази" - "славног Темишварског комунитета велики биров". Године 1836. Гаврил Папхази "от Секаша" и Кекаша био је пренумерант једне популарне српске историјске књиге. Његова супруга Еуфрозина земљодрж. секашка набавила је 1835. године Стаматовићев календар "Сербска пчела". Вукову књигу српских народних песама купио је у Темишвару 1846. године Данил Николић "от Секеша и Кекеша".

## Становништво
Према подацима из 2002. године у насељу је живело 514 становника.

### Попис2002.
| Расподела становништва по националности 2002.‍ | Расподела становништва по националности 2002.‍ | Расподела становништва по националности 2002.‍ | Расподела становништва по националности 2002.‍ | Расподела становништва по националности 2002.‍ |
| --------------------------------------------- | --------------------------------------------- | --------------------------------------------- | --------------------------------------------- | --------------------------------------------- |
|                                               |                                               |                                               |                                               |                                               |
| Румуни                                        | Румуни                                        |                                               | 504                                           | 98,1%                                         |
| Роми                                          | Роми                                          |                                               | 10                                            | 1,9%                                          |